# Cereus childsii
Cereus childsii là một loài thực vật có hoa trong họ Cactaceae. Loài này được Blanc mô tả khoa học đầu tiên năm 1891.